# 27. Unterseebootsflottille
A 27. Unterseebootsflottille foi uma unidade da Kriegsmarine durante a Segunda Guerra Mundial.
A Flotilha foi formada no mês de Janeiro de 1940. Nesta Flotilha a nova tripulação de U-Boots temiam o treinamento tático que durava entre 8 e 15 dias.
Geralmente era uma simulação de ataque a um comboio no Mar Báltico. A flotilha serviu até o mês de Março de 1945, quando foi dispensada.

## Bases
| Janeiro de 1940 - Março de 1945 | Gotenhafen |

## Comandantes
| Comandante                | Data                               |
| ------------------------- | ---------------------------------- |
| Korvkpt. Ernst Sobe       | Janeiro de 1940 - Dezembro de 1941 |
| Fregkptn. Werner Hartmann | Dezembro de 1941 - Outubro de 1942 |
| Korvkpt. Erich Topp       | Outubro de 1942 - Agosto de 1944   |
| Kptlt. Ernst Bauer        | Outubro de 1944 - Março de 1945    |